# Бич-Гров (Индиана)
Бич-Гров (англ. Beech Grove) — город в округе Марион в штате Индиана в Соединённых Штатах Америки. Город расположен в агломерации Индианаполиса. Обозначен как «исключённый город» в соответствии с законодательством Индианы, поскольку он не является частью консолидированного правительства Индианаполиса и округа Мэрион
Согласно данным переписи населения США 2020 года число жителей города 
составляло 14 717 человек.

## История
В начале XX века в этом районе находились фермы Болтона, «Beech Bank», и ферма Черчмана, «Beech Grove Farm», обе отражали обилие буковых деревьев в этой области. Это в конечном итоге и дало название городу, хотя первая железнодорожная остановка в этом районе была известна как «Ингаллстаун» (англ. Ingallstown). В городском парке Сары Т. Болтон, расположенном на территории бывших сельскохозяйственных угодий Бич-Бэнк, до сих пор сохранилось несколько больших буковых деревьев вдоль его южной границы.

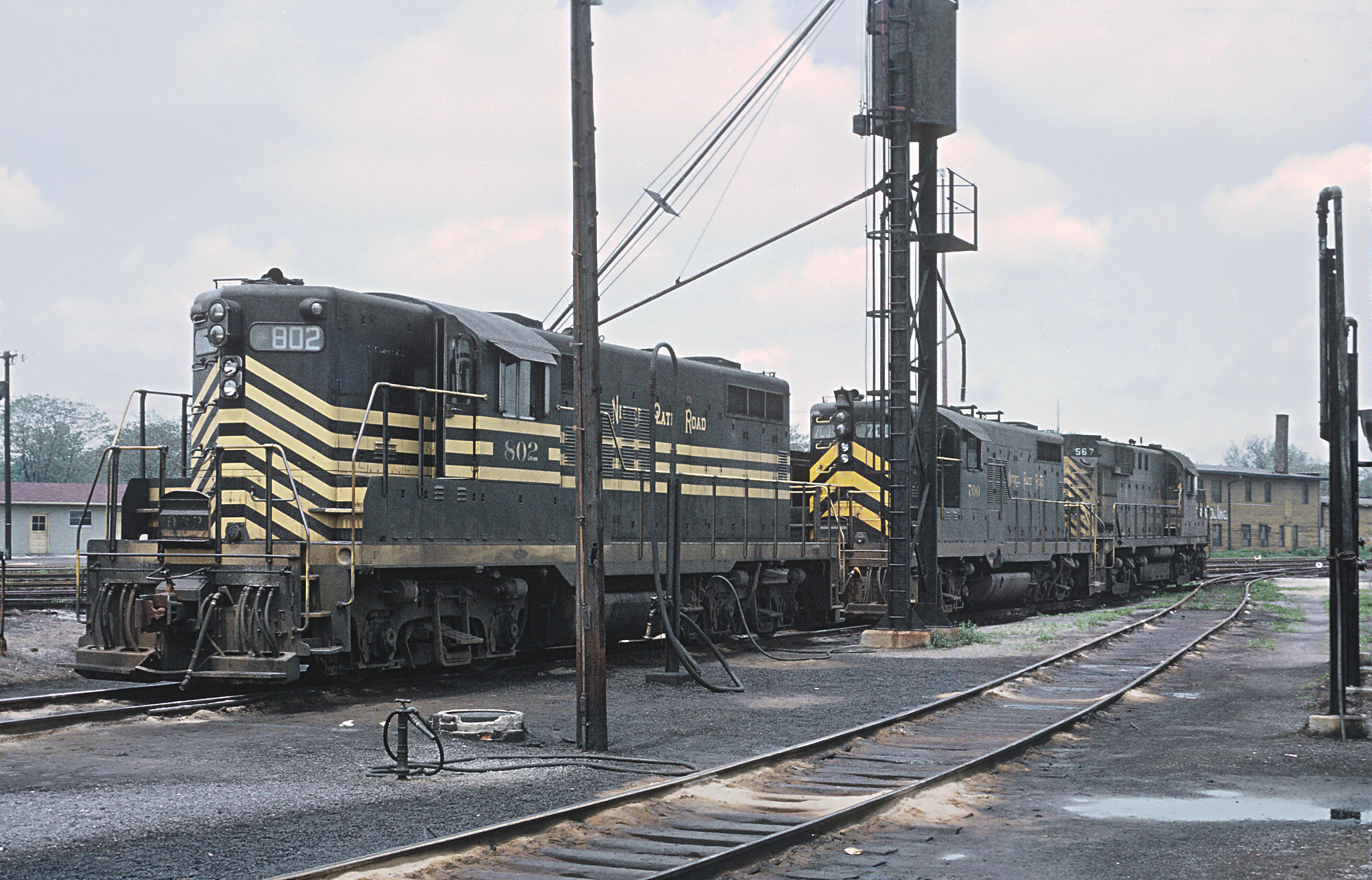
Депо Бич-Гров

Фактически город возник как форпост для нового предприятия по ремонту железной дороги, Beech Grove Shops, построенной железнодорожными компаниями Cleveland, Cincinnati, Chicago и St. Louis Railroad (прозванными «Большой четверкой»). в настоящее время им владеет национальная железнодорожная пассажирская корпорация «Amtrak».
Хотя город был зарегистрирован в конце 1906 года, он почти не рос до завершения строительства железнодорожной линии в 1908 году; по состоянию на июль 1907 года там было всего четыре дома и два предприятия. Ключевыми событиями в формировании города стали два слияния с соседними населёнными пунктами произошедшие уже после Второй мировой войны, что позволило Бич-Гров достичь четырёхзначной цифры по числу жителей.
15 октября 1948 года город посетил действующий президент Соединенных Штатов Гарри С. Трумэн, который, во время своей предвыборной кампании, пришёл в масонскую ложу города, чтобы принять участие в церемонии с участием одного из членов своей команды, который входил в эту ложу.

## География
По данным Бюро переписи населения США, общая площадь города Бич-Гров составляет 4,39 квадратных миль (11,37 км2), всё это — суша. 
Высота над уровнем моря колеблется в Бич-Гров от 766 (водный путь Бич-Крик, где его пересекает Южная 9-я авеню) до 845 (северо-восточная часть железнодорожной ветки Amtrak) футов. Это выше, чем в центре города Индианаполиса.
Город содержит несколько небольших несудоходных водных путей: Бич-Крик, МакФарланд-Крик, Пулман-Крик и Виктори Ран впадают в Лайк-Крик, который (после выхода за пределы города) впадает в Вест-Форк, приток  реки Уайт-Ривер.
Границы города очерчены территориями соседних населённых пунктов округа Марион: Пэрри, Франклин, Центер Уорен (Индиана).

## Климат
Климат в этой области характеризуется жарким влажным летом и в целом мягкой или прохладной зимой. Согласно системе классификации климата Кёппена, в Бич-Гроув влажный субтропический климат, на климатических картах обозначаемый аббревиатурой «Cfa».